# Goggia microlepidota
Goggia microlepidota är en ödleart som beskrevs av  Vivian William Maynard Fitzsimons 1939. Goggia microlepidota ingår i släktet Goggia och familjen geckoödlor. IUCN kategoriserar arten globalt som nära hotad. Inga underarter finns listade i Catalogue of Life.